# Paolo Garretto
Paolo Federico Garretto (Napoli, 12 settembre 1903 – Monaco, 3 agosto 1989) è stato un pittore, disegnatore e grafico italiano, noto come caricaturista.

## Biografia
Paolo Federico Garretto nasce a Napoli nel 1903 da Vito, di origini siciliane, e dalla ginevrina Silvia Wiechmann, con la quale ebbe anche Frida Alberta Maria, Gustavo Adolfo, asso della Aeronautica e Ugo Silvio, medico radiologo.
Studiò architettura a Roma, ma si dedicò, fin da studente, alla grafica. Ha iniziato a lavorare come caricaturista e come pittore pubblicitario a Londra e nel 1930 a Parigi. Successivamente si trasferì a Torino, come corrispondente e disegnatore, per la Gazzetta del Popolo, da Parigi e da New York.

In Italia ha collaborato, sempre come disegnatore, dal '30 in poi a Natura, La lettura, La rivista illustrata del Popolo d'Italia, Il becco giallo, Arbiter, Humor, ecc.  Le sue caricature attirarono, sempre negli anni trenta, le attenzioni di alcuni giornali e riviste straniere, di cui divenne collaboratore. Fra esse, Vanity Fair, The New Yorker, Fortune e House & Garden. Trasferitosi negli Stati Uniti, fu costretto a rientrare in Italia, a seguito dello scoppio della guerra. Il rifiuto dell'ordine da parte dei nazisti di eseguire caricature di Roosevelt e di altri leader politici alleati gli costò la deportazione e la prigionia in Ungheria fino al 1942.  Nel dopoguerra, lavorò per la rivista Epoca.
Nel 1956 la Federazione Italiana della Pubblicità gli ha conferito la medaglia d'oro.
Si sposò per la prima volta nel 1927 con Ariane Muratore, da cui nel 1930 nasce Ezio conosciuto in Francia come Jean. In seconde nozze sposò a New York il 4 maggio 1940 Eva Charpentier. Morirà il 3 agosto 1989 a Montecarlo, dove viveva da tempo, al Princess Grace Hospital. Gli sopravvivono la seconda moglie Eva e il figlio Ezio.

## Opere
Con i suoi disegni illustrò oltre cinquant'anni di storia e di spettacolo nel mondo, raccontano anche l'altra faccia della medaglia di quello che lo storico Giordano Bruno Guerri ha definito « il più grande caricaturista italiano del secolo».
Paolo Garretto, noto soprattutto per i suoi ritratti politici, dopo gli anni trionfali di Leonetto Cappiello, nell'epoca in cui operava Cassandre in Francia, emerse fra più interessanti rinnovatori della grafica, della pittura pubblicitaria, del manifesto e del cartellonismo, sia per la scanzonata eleganza della composizione, sia per la prontezza con cui intuiva i caratteri (si vedano i suoi: Chaplin, Totò, Macario, Mussolini, De Gaulle, Hitler, il suo Negus del 1936, D'Annunzio, Gandhi, Bartali, Onassis, John F. Kennedy, Marilyn Monroe, Marlene Dietrich, André Gide, Margaret Thatcher, i Beatles, ecc.), sia infine per l'applicazione di nuove o inconsuete tecniche grafiche, come quelle che si valgono dell'aerografo, delle campiture della mascherina, dei retini tipografici, dei vari procedimenti fotografici, ecc.

## Libri
- Le Donne crisi [caricature], Torino, Soc. Editr. Torinese, 1933
- Gloglò. Storia di una piccola foca, scritta e illustrata da Garretto, Milano, Genio, 1947

## Collaborazioni editoriali
- Inghilterra: The Graphic, Tatler Magazine, The Bystander
- Stati Uniti: Vogue, Fortune, Vanity Fair, Harper's Bazaar, The New Yorker
- Germania: Die Dame, Berliner Illustrated, la rivista Uhu
- Francia: Adam, Vu, Vogue Paris, Le Monde illustré, Jazz magazine, Le Petit Parisien, The Boulevardier